# سیمونه پونتزی
سیمونه پونتزی (ایتالیایی: Simone Ponzi؛ زادهٔ ۲۴ اکتبر ۱۹۸۶) دوچرخه‌سوار اهل ایتالیا است.
از باشگاه‌هایی که در آن رکاب زده‌است می‌توان به سی‌سی‌سی–اسپراندی–پولکوویتسه، ویلیر تریستینا–سله ایتالیا، تیم آستانه، لیکویگاس، تیم یوای‌ئی امارات، و نیپو–وینی فانتینی اشاره کرد.